# Стеван Стевановић (писар)
Стеван Стева Стевановић је био српски писар у Првом српском устанку (1804—1813). После боја на Иванковцу, који се одиграо 17. августа 1805. године, наводно је погодио топом и убио турског Хафиз-пашу, који је тада боравио у Параћину.

## Цитат из књиге Први српски устанак
Поменути подвиг писара Стеве сачуван је захваљујући сведочењу делимичног учесника догађаја, Петра Јокића, команданта Карађорђеве личне гарде.

### Послије боја на Иванковцу
После боја на Иванковцу Хафиз-паша се повукао у Параћин. Карађорђе се двоумио да ли да заузме Параћин, јер град је припадао Лесковачком пашалуку. Изнад града је окупио војску и, уморан, легао код топа. Месец сија мало кроз облаке. Параћин се, реко би човјек, упалио. Пашин конак се сав светли... Свирају свирале, бију бубњеви и чини се необично весеље. Стеван писар се беше прилично накитио (опио). Хода око топова и нешто загледа, па тек рече: „Чујеш, Господару, да избацим један топ на Турке?“ „Остави се спрдње, бога ти!“ узврати Карађорђе. „Молим те, Господару, само да погодим у онај конак“. „Зар да убијеш пашу?“ настави Карађорђе. „Па да га убијем, ја“ - прихвати Стева. „Ха, ха, ха; немој, болан, остаће му деца сироте...“ „Баш ако ће“, рече Стева; „него ми допусти, среће ти.“ „Одлази!“ одбруси Карађорђе, дајући до знања да му више није до шале. „Господару“, умеша се Катић: „човек те закле у срећу. Подај му. Ако ништа не учини, бар ће Турке узнемирити.“ „Е, па удри кад си толико навалио!“ дозволи Карађорђе и устаде с лафета. Стева весео од радости намести топ, напуни га и нанишани. Тобџије су му се подсмевале, а остали радознало гледали. Топ опали, ђуле као светлица полете кроз ваздух, и паде баш у ону кућу која се највише светлила. На један мах све се утиша: свирке умукоше... светла се погасише, врева стиша. „Видите ли да ја убих пашу!“ рече Стева поносно.

### Послије смрти Хафиз-паше
Ујутро Карађорђе нареди да коњаници из шанчева изађу у поље. Заметнула се битка и Турци су потистнути. Другог дана Карађорђу из Параћина дође делегација од три Србина и четири Турчина. У име делегације иступи Турчин сједе браде:"Бег Ђорђије, вала ниси толико јунак колико ти је дао Бог!" - "Вала нека је Богу", одговори Карађорђе. Старац настави, а Карађорђе га пажљиво слушаше:"Кад дође из Ниша Афис-паша с оноликом ми смо у Параћину мислили да нема цара који ће га уставити, а камоли сиромах Миленко (Стојковић). Он прође и судари се с Миленком. Мало постаје док почеше доносити мртваце и рањенике, све више и више. Најпослије врати се и он с војском. Миленко са шаком људи разбио Афиз-пашу и онаку његову војску. Уто се чу да си и ти стигао. Паша нас све окупи на диван и стаде говорити:'Нас Миленко осрамоти; али нека, ево је дошао и онај Црни Пас, зато сутра да ударимо, и само по једну кубуру да избацимо и за сабље!' Ми сви то одобрисмо, кад пуче онај твој топ, ђуле паде усред нас и распршти се. Сви се ми устурисмо куд који, и повикасмо: Медет! (Упомоћ!), али кад се донесе свијећа имамо шта и видјети: комад ђулета пребио паши ногу на двоје. Јутрос се Турци нису ни били, паша јауче од бола, а војска виде да теби Бог помаже".
 Паша је потом напустио Параћин, а нешто касније је умро. По својој прилици од посљедица рањавања.

## Извори и литература
1. ↑  „Иванковац - између Орашца и Мишара“ Архивирано на веб-сајту  (25. септембар 2011), Живорад Јанковић, Православље, новине Српске патријаршије, број 923
2. 1 2  „"Први српски устанак" Драгољуб М. Кочић професор историје”. Недостаје или је празан параметар |url= (помоћ)